# Acronicta schlumbergeri
Acronicta schlumbergeri là một loài bướm đêm trong họ Noctuidae.